# Rinkabymästaren

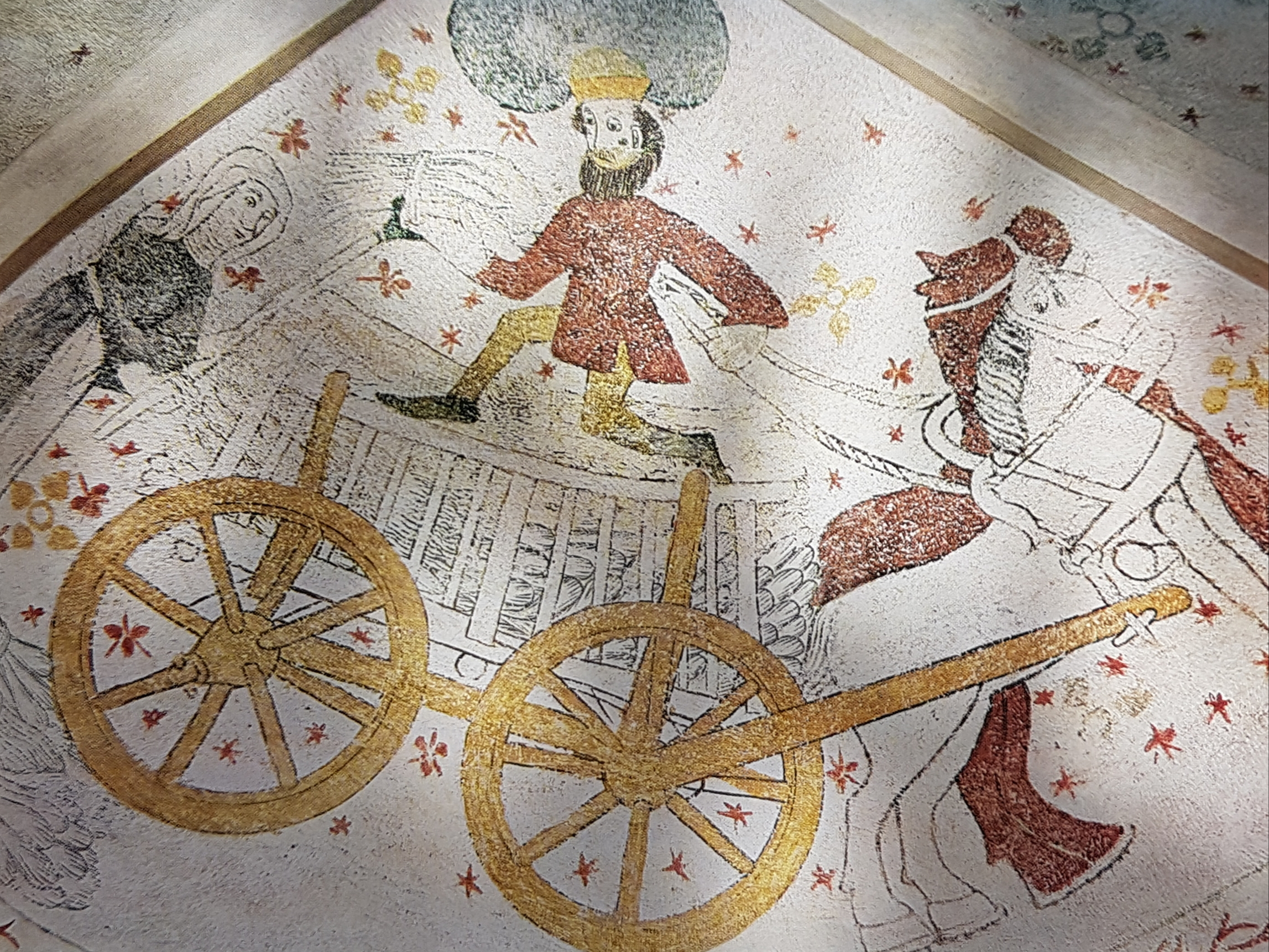
Målningen Säden körs in i Rinkaby kyrka utförd av Rinkabymästaren

Rinkabymästaren är ett anonymnamn för en kyrkomålare verksam under senare delen av 1400-talet.
Rinkabymästaren var den målare som utförde dekorationsmålningarna i Rinkaby kyrka i slutet av 1400-talet. Hans stil och motivval har stora likheter med den stora grupp skånska kyrkomålare som går under namnet Vittskövlemästaren. Enligt vissa källor tillhör Rinkaby kyrkas målningar just Vittskövlemästarens grupp. I Rinkaby målade han delar av koret och långhusets båda valv. På målningarna i det östra långhuset förekommer framställningar ur skapelseberättelsen och på den västra sidan Adam och Evas arbete efter att de drivits ut ur paradiset. Arbetet skildras i fyra scener och visar när Eva spinner och två barn vaggar ett tredje, Adam plöjer, säden skördas och körs in. Varje målning omfattar en valvkappa och kan tolkas som Adam och Evas arbete efter syndafallet eller som representanter för de fyra årstiderna.